# Список округов Миннесоты
Штат Миннесота включает в себя 87 округов. По данным за 2014 год население штата составляет 5 457 173 человека, таким образом средняя численность населения в округе составляет 62 726 человек. Площадь штата Миннесота составляет 206 144 км², таким образом средняя площадь округа составляет 2369 км², и средняя плотность населения — 26,47 чел./км². Наиболее населённым округом является Хеннепин, на его территории находится наибольший город штата — Миннеаполис. Самая высокая плотность населения в округе Рамси. Наименее населённым округом является Траверс, наиболее низкая плотность населения среди остальных округов штата в округе Лейк-оф-те-Вудс. Самым большим округом по площади является Сент-Луис, самым маленьким — Рамси.
В начале XIX века территория современной Миннесоты, находящаяся между реками Миссисипи и Сент-Круа, была частью старого Северо-Запада и территории Висконсин. Территория Миннесота была создана в 1848 году. Губернатор Александр Рамси провозгласил, что на новой территории будут править по таким же законам, как на территории Висконсин. Это привело к развитию одновременно городских и окружным форм правления, что свойственно Висконсину, Нью-Йорку и Мичигану. Первые девять округов штата были созданы 27 октября 1849 года (Бентон, Дакота, Айтаска, Рамси, Макарта, Пембина, Уабаша, Вашингтон и Уаната). Шесть из них продолжают существовать на 2016 год под своими первоначальными именами. К моменту основания штата Миннесота (1858 год) были образованы 57 округов из 87. Последний округ (Лейк-оф-те-Вудс) был создан в 1923 году голосованием населения округа Белтрами.
Названия пятнадцати округов связаны со словами языков дакота и сиу: восемь округов имеют транскрибированные индейские названия (Анока, Дакота, Айсанти, Кандийохай, Уабаша, Уосика, Уотонуан и Уинона), названия шести округов являются переведёнными на английский язык индейскими названиями (Биг-Стоун, Блу-Эрт, Коттонвуд, Редвуд, Траверс и Йеллоу-Медисин) и имя одного округа было переведено с сиу на французский язык (Лак-ки-Парл). Названия двенадцати округов связаны с языком оджибве. Пять из них оригинальные индейские слова: Шисаго, Кучичинг, Канейбек, Маномен и Уодина, остальные являются переводом на французский или английский язык (Чиппева, Клируотер, Кроу-Уинг, Мил-Лакс, Оттер-Тэйл, Ред-Лейк, Розо). 52 округа были названы в честь исторических личностей: 7 ранних исследователей территории, 4 торговца мехом, 26 граждан штата Миннесоты и 15 граждан других штатов Америки. Названия семи округов связаны с географическими объектами (Айтаска, Лейк, Пайн, Пайпстон, Рок, Лейк-оф-те-Вудс и Сент-Луис). Округ Норман получил своё название из-за большого количества норвежских поселенцев на его территории.
Традиционно в функции округа входят оценка имущества, делопроизводство, поддержка местных дорог, организация выборов, юридическое функционирование, поддержание порядка. Функции округа значительно расширились за 150 лет. Администрация занимается защитой детей, библиотеками, планированием, экономическим развитием, парками и зонами отдыха, качеством воды и переработкой отходов. Округ управляется Советом уполномоченных из пяти человек, которые избираются на четыре года. Если население округа превышает 100 000 человек, то возможно увеличение числа уполномоченных до семи (в шести округах Миннесоты семь уполномоченных). Выборными должностями также являются шериф округа, прокурор округа и руководитель водораздела округа. Ассоциация округов Миннесоты управляется Советом директоров, состоящим из 5 должностных лиц, 9 представителей округов, 5 представителей от агломерации Миннеаполиса и Сент-Пола, представителей каждого округа с населением более 400 000 человек и представителя Национальной ассоциации округов Америки.

## Список округов
В списке приведены 87 округов Миннесоты в алфавитном порядке. Указана оценочная численность и плотность населения на 2014 год, площадь, год основания, принадлежность к агломерациям, расположение округа на карте штата и окружные центры. По федеральному стандарту обработки информации (FIPS), каждый округ имеет пятизначный код. Он состоит из кода штата (27 для Миннесоты) и трёхзначного кода округа, приведённого в таблице. Ссылка с кода в таблице ведёт на страницу результатов переписи населения для каждого округа.
| Название (агломерация)                            | FIPS | Окружной центр    | Год образования | Происхождение названия | Население (2014) | Площадь, км² (2010) | Плотность (чел./км²) | На карте штата |
| ------------------------------------------------- | ---- | ----------------- | --------------- | --- | ---------------- | ------------------- | -------------------- | -------------- |
| Исанти (Isanti) МСБ                               | 059  | Кеймбридж         | 1857            | по названию племени народа сиу                                                                                                | 38 413           | 1137                | 33,78                |                |
| Айтаска (Itasca)                                  | 061  | Гранд-Рапидс      | 1849            | по названию озера Айтаска | 45 589           | 6902                | 6,61                 |                |
| Анока (Anoka) МСП                                 | 003  | Анока             | 1857            | по имени города Анока, основанного в 1853 году. В переводе с сиу означает «на двух берегах» (по мнению профессора Уильямсора) | 341 864          | 1097                | 311,63               |                |
| Бекер (Becker)                                    | 005  | Детройт-Лейкс     | 1858            | в честь Джорджа Лумиса Бекера, третьего мэра Сент-Пола                                                                        | 33 259           | 3394                | 9,80                 |                |
| Белтрами (Beltrami) μСА Бемиджи                   | 007  | Бемиджи           | 1866            | в честь итальянского исследователя Джакомо Белтрами                                                                           | 45 664           | 6489                | 7,04                 |                |
| Бентон (Benton) МСА Сент-Клауд                    | 009  | Фоли              | 1849            | в честь сенатора США Томаса Бентона                                                                                           | 39 506           | 1057                | 37,38                |                |
| Биг-Стон (Big Stone)                              | 011  | Ортонвилл         | 1862            | по названию озера Биг-Стон-Лейк, название переведено с сиу.                                                                   | 5127             | 1287                | 3,98                 |                |
| Блу-Эрт (Blue Earth) МСА Манкейто — Норт-Манкейто | 013  | Манкейто          | 1853            | по названию реки Блу-Эрт из-за синей земли, которая использовалась сиу в качестве пигмента                                    | 65 385           | 1949                | 33,55                |                |
| Браун (Brown) μСА Нью-Алм                         | 015  | Нью-Алм           | 1855            | в честь одного из первых поселенцев штата и политика Джозефа Реншоу Брауна                                                    | 25 292           | 1582                | 15,99                |                |
| Вашингтон (Washington) МСБ                        | 163  | Стиллуотер        | 1849            | в честь первого президента США Джорджа Вашингтона                                                                             | 249 283          | 1014                | 245,84               |                |
| Грант (Grant) МСБ                                 | 051  | Элбоу-Лейк        | 1868            | в честь 18-го президента США Улисса Гранта                                                                                    | 5956             | 1415                | 4,21                 |                |
| Гудхью (Goodhue) μСА Ред-Уинг                     | 049  | Ред-Уинг          | 1853            | в честь первого редактора газеты в Миннесоты Джеймса Мэдисона Гудхью                                                          | 46 423           | 1964                | 23,64                |                |
| Дакота (Dakota) МСБ                               | 037  | Хейстингс         | 1849            | по самоназванию племени индейцев сиу                                                                                          | 412 529          | 1475                | 279,68               |                |
| Джэксон (Jackson)                                 | 063  | Джэксон           | 1857            | в честь Генри Джексона, первого торговца в Сент-Поле                                                                          | 10 269           | 1817                | 5,65                 |                |
| Додж (Dodge) МСА Рочестер                         | 039  | Манторвилл        | 1855            | в честь Генри Доджа, губернатора Висконсина                                                                                   | 20 353           | 1138                | 17,89                |                |
| Дуглас (Douglas) μСА Алегзандрия                  | 041  | Алегзандрия       | 1858            | в честь сенатора Стивена Дугласа                                                                                              | 36 790           | 1643                | 22,39                |                |
| Йеллоу-Медисин (Yellow Medicine)                  | 173  | Гранит-Фолс       | 1871            | по названию реки Йеллоу-Медисин, которое было переведено с языка сиу                                                          | 10 109           | 1963                | 5,15                 |                |
| Кандийохай (Kandiyohi) μСА Уилмар                 | 067  | Уилмар            | 1858            | в переводе с сиу означает «там, где живёт рыба буффало», так называются озёра на территории округа                            | 42 285           | 2062                | 20,51                |                |
| Канейбек (Kanabec)                                | 065  | Мора              | 1858            | в переводе с оджибве означает «змея», так называется река на территории округа                                                | 15 930           | 1360                | 11,71                |                |
| Карвер (Carver) МСБ                               | 019  | Часка             | 1858            | в честь путешественника капитана Джонатана Карвера                                                                            | 97 338           | 925                 | 105,23               |                |
| Карлтон (Carlton) МСА Дулут                       | 017  | Карлтон           | 1857            | в честь одного из первых поселенцев Рубена Карлтона                                                                           | 35 571           | 2228                | 15,97                |                |
| Касс (Cass) μСА Брейнерд                          | 021  | Уокер             | 1851            | в честь сенатора и путешественника Льюиса Касса                                                                               | 28 559           | 5226                | 5,46                 |                |
| Китсон (Kittson)                                  | 069  | Халлок            | 1879            | в честь бизнесмена и мэра Сент-Пола Нормана Китсона                                                                           | 4435             | 2841                | 1,56                 |                |
| Клей (Clay) МСА Фарго                             | 027  | Морхед            | 1862            | назван в честь сенатора Генри Клея от Кентукки                                                                                | 61 286           | 2707                | 22,64                |                |
| Клируотер (Clearwater)                            | 029  | Багли             | 1902            | по названию озера и реки Клируотер (было переведено с оджибве)                                                                | 8791             | 2576                | 3,41                 |                |
| Коттонвуд (Cottonwood)                            | 033  | Уиндом            | 1857            | по названию реки Коттонвуд (было переведено с оджибве)                                                                        | 11 633           | 1658                | 7,02                 |                |
| Кроу-Уинг (Crow Wing) μСА Брейнерд                | 035  | Брейнерд          | 1857            | по названию реки Кроу-Уинг (было переведено с оджибве)                                                                        | 63 265           | 2581                | 24,51                |                |
| Кук (Cook)                                        | 031  | Гранд-Марей       | 1874            | в честь майора Майкла Кука, солдата в Гражданской войне                                                                       | 5233             | 8649,4              | 0,61                 |                |
| Кучичинг (Koochiching)                            | 071  | Интернашенал-Фолс | 1906            | от названия на оджибве реки и озера Рейни                                                                                     | 12 856           | 8035                | 1,6                  |                |
| Лайон (Lyon) μСА Маршалл                          | 083  | Маршалл           | 1871            | в честь генерала Натаниэля Лайона                                                                                             | 25 665           | 1850                | 13,87                |                |
| Лак-ки-Парл (Lac qui Parle)                       | 073  | Мадисон           | 1871            | переведённое на французский индейское название «озера, которое говорит»                                                       | 6891             | 1981                | 3,48                 |                |
| Лейк (Lake)                                       | 075  | Ту-Харборс        | 1856            | из-за озера Верхнее, с которым округ граничит на юго-востоке                                                                  | 10 680           | 5437                | 1,96                 |                |
| Лейк-оф-те-Вудс (Lake of the Woods)               | 077  | Бодетт            | 1923            | по названию озера Лесное (Lake of the Woods)                                                                                  | 3918             | 3360                | 1,16                 |                |
| Ле-Сур (Le Sueur) МСБ                             | 079  | Ле-Сентер         | 1853            | в честь канадско-французского торговца и путешественника Пьер-Шарль Ле-Сура                                                   | 27 770           | 1162                | 23,9                 |                |
| Линкольн (Lincoln)                                | 081  | Айванхо           | 1873            | в честь Авраама Линкольна | 5788             | 1391                | 4,16                 |                |
| Мак-Лауд (McLeod) μСА Хатчинсон                   | 085  | Гленко            | 1856            | в честь поселенца и торговца мехом Мартина Мак-Лауда                                                                          | 35 882           | 1274                | 28,16                |                |
| Мономен (Mahnomen)                                | 087  | Маномен           | 1906            | перевод с языка оджибве «дикий рис»                                                                                           | 5505             | 1440                | 3,82                 |                |
| Марри (Murray)                                    | 101  | Слейтон           | 1857            | в честь сенатора Уильяма Питта Марри                                                                                          | 8470             | 1824                | 4,64                 |                |
| Мартин (Martin)                                   | 091  | Фэрмонт           | 1857            | в честь Моргана Льюиса Мартина, представителя территории Висконсин в палате представителей США                                | 20 220           | 1837                | 11,01                |                |
| Маршалл (Marshall)                                | 089  | Уоррен            | 1879            | в честь пятого губернатора Миннесоты Уильяма Рейни Маршала                                                                    | 9417             | 4590                | 2,05                 |                |
| Микер (Meeker)                                    | 093  | Литчфилд          | 1856            | в честь Брэдли Микера, члена суда Верховного суда Миннесоты                                                                   | 23 107           | 1576                | 14,66                |                |
| Милл-Лакс (Mille Lacs) МСБ                        | 095  | Милака            | 1857            | по названию озера Мил-Лакс на северной границе округа, в переводе с французского «тысяча озёр»                                | 25 884           | 1488                | 17,4                 |                |
| Моррисон (Morrison)                               | 097  | Литл-Фолс         | 1856            | в честь торговцев мехом братьев Моррисон                                                                                      | 32 810           | 2912                | 11,27                |                |
| Мауэр (Mower) μСА Остин                           | 099  | Остин             | 1855            | в честь представителя в легислатуре территории Миннесота Джона Эдварда Моуэра                                                 | 39 323           | 1843                | 21,34                |                |
| Николлет (Nicollet) МСА Манкейто — Норт-Манкейто  | 103  | Сент-Питер        | 1853            | в честь географа и исследователя Джозефа Николлета                                                                            | 33 093           | 1171                | 28,26                |                |
| Ноблс (Nobles) μСА Уэртингтон                     | 105  | Уэртингтон        | 1857            | в честь члена легислатуры территории Миннесота Уильяма Ноблса                                                                 | 21 590           | 1853                | 11,65                |                |
| Норман (Norman)                                   | 107  | Эйда              | 1881            | из-за большого количества норвежских эмигрантов на территории округа                                                          | 6639             | 2270                | 2,92                 |                |
| Олмстед (Olmsted) МСА Рочестер                    | 109  | Рочестер          | 1855            | в честь первого губернатора Сент-Пола Дэвида Ольмстеда                                                                        | 150 287          | 1691                | 88,87                |                |
| Оттер-Тейл (Otter Tail) μСА Фергус-Фолс           | 111  | Фергус-Фолс       | 1858            | по названию реки и озера Оттер-Тейл                                                                                           | 57 635           | 5127                | 11,24                |                |
| Пайн (Pine)                                       | 115  | Пайн-Сити         | 1856            | из-за большого количества боров белой и красной сосны на территории округа                                                    | 29 095           | 3655                | 7,96                 |                |
| Пайпстон (Pipestone)                              | 117  | Пайпстон          | 1857            | из-за карьера красной глины (катлинита, pipestone) на территории округа                                                       | 9281             | 1207                | 7,69                 |                |
| Пеннингтон (Pennington)                           | 113  | Тиф-Ривер-Фолс    | 1910            | в честь Эдмунда Пеннингтона, управляющего железнодорожной компанией Миннеаполиса, Сент-Пола и Су-Сент-Мари                    | 14 058           | 1597                | 8,80                 |                |
| Полк (Polk) МСА Гранд-Форкс                       | 119  | Крукстон          | 1858            | в честь одиннадцатого президента США Джеймса Полка                                                                            | 31 704           | 5103                | 6,21                 |                |
| Поп (Pope)                                        | 121  | Гленвуд           | 1862            | в честь генерала Джона Поупа                                                                                                  | 10 984           | 1736                | 6,33                 |                |
| Райс (Rice) μСА Фэрибо-Нортфилд                   | 131  | Фэрибо            | 1853            | в честь сенатора Генри Райса                                                                                                  | 65 151           | 1289                | 50,54                |                |
| Райт (Wright) МСБ                                 | 171  | Баффало           | 1855            | в честь сенатора США Сайласа Райта                                                                                            | 129 918          | 1711                | 75,93                |                |
| Рамси (Ramsey) МСБ                                | 123  | Сент-Пол          | 1849            | в честь первого губернатора территории Миннесота Александра Рамси                                                             | 532 655          | 403                 | 1321,72              |                |
| Редвуд (Redwood)                                  | 127  | Редвуд-Фолс       | 1862            | по названию реки Редвуд, переведённого по смыслу с языка оджибве                                                              | 15 515           | 2278                | 6,81                 |                |
| Ред-Лейк (Red Lake)                               | 125  | Ред-Лейк-Фолс     | 1896            | по названию реки Ред-Лейк, переведённого по смыслу с языка оджибве                                                            | 4043             | 1120                | 3,61                 |                |
| Ренвилл (Renville)                                | 129  | Оливия            | 1855            | в честь переводчика и исследователя Джозефа Ренвилла                                                                          | 15 025           | 2546                | 5,90                 |                |
| Розо (Roseau)                                     | 135  | Розо              | 1894            | по названию реки и озера Розо (на французском «тростник»)                                                                     | 15 679           | 4306                | 3,64                 |                |
| Рок (Rock)                                        | 133  | Луверн            | 1857            | из-за большого скалистого плато из красновато-серого кварцита (The Rock)                                                      | 9553             | 1250                | 7,64                 |                |
| Сент-Луис (Saint Louis) МСА Дулут                 | 137  | Дулут             | 1855            | по названию реки Сент-Луис | 200 949          | 16123               | 12,46                |                |
| Сибли (Sibley) МСБ                                | 143  | Гейлорд           | 1853            | в честь первого губернатора штата Миннесота Генри Сибли                                                                       | 14 918           | 1525                | 9,78                 |                |
| Скотт (Scott) МСБ                                 | 139  | Шакопи            | 1853            | в честь генерала Уинфилда Скотта                                                                                              | 139 672          | 924                 | 151,16               |                |
| Стернс (Stearns) МСА Сент-Клауд                   | 145  | Сент-Клауд        | 1855            | в честь политика Чарльза Томаса Стернса                                                                                       | 152 912          | 3482                | 43,91                |                |
| Стивенс (Stevens)                                 | 149  | Моррис            | 1862            | в честь Исаака Стивенса, первого губернатора территории Вашингтон                                                             | 9800             | 1456                | 6,73                 |                |
| Стил (Steele) μСА Оватонна                        | 147  | Оватонна          | 1855            | в честь первопроходца Франклина Стила                                                                                         | 36 573           | 1113                | 32,86                |                |
| Суифт (Swift)                                     | 151  | Бенсон            | 1870            | в честь третьего губернатора Миннесоты Генри Суифта                                                                           | 9436             | 1926                | 4,90                 |                |
| Тодд (Todd)                                       | 153  | Лонг-Прери        | 1855            | в честь генерала Джона Тодда                                                                                                  | 24 264           | 2440                | 9,94                 |                |
| Траверс (Traverse)                                | 155  | Уитон             | 1862            | по названию озера Траверс (переведено с языка оджибве)                                                                        | 3387             | 1487                | 2,28                 |                |
| Уабашо (Wabasha) МСА Рочестер                     | 157  | Уабаша            | 1849            | в честь трёх поколений вождей с именем Уабаша, имевших большую значимость в народе сиу                                        | 21 362           | 1360                | 15,71                |                |
| Уилкин (Wilkin) μСА Уопетон                       | 167  | Брекенридж        | 1858            | в честь полковника Александра Уилкина                                                                                         | 6495             | 1946                | 3,34                 |                |
| Уинона (Winona) μСА Уинона                        | 169  | Уинона            | 1854            | в честь Уиноны, кузины последнего Уабаша                                                                                      | 51 097           | 1622                | 31,50                |                |
| Уодина (Wadena)                                   | 159  | Уодина            | 1858            | по названию раннего торгового пункта Уодина (в переводе с оджибве «маленький круглый холм»)                                   | 13 757           | 1386                | 9,93                 |                |
| Уосика (Waseca)                                   | 161  | Уосика            | 1857            | от перевода с языка сиу слова «плодородный»                                                                                   | 19 025           | 1096                | 17,36                |                |
| Уотонуан (Watonwan)                               | 165  | Сент-Джеймс       | 1860            | по названию реки Уотонуан (в переводе с языка сиу «я вижу» или «ты видишь»)                                                   | 11 083           | 1125                | 9,85                 |                |
| Филмор (Fillmore) МСА Рочестер                    | 045  | Престон           | 1853            | в честь тринадцатого президента США Милларда Филлмора                                                                         | 20 776           | 2231                | 9,31                 |                |
| Фриборн (Freeborn) μСА Альберт-Ли                 | 047  | Альберт-Ли        | 1855            | в честь члена легислатуры Уильяма Фриборна                                                                                    | 30 840           | 1833                | 16,82                |                |
| Фэрибо (Faribault)                                | 043  | Блу-Эрт           | 1855            | в честь Жан-Баптиста Фэрибо, поселенца и торговца с индейцами                                                                 | 14 192           | 1848                | 7,68                 |                |
| Хаббард (Hubbard)                                 | 057  | Парк-Рапидс       | 1883            | в честь девятого губернатора Миннесоты Люциуса Хаббарда                                                                       | 20 573           | 2389                | 8,61                 |                |
| Хеннепин (Hennepin) МСБ                           | 053  | Миннеаполис       | 1852            | в честь францисканского миссионера и исследователя Северной Америки Луи Энпена                                                | 1 212 064        | 1442                | 840,5                |                |
| Хьюстон (Houston) МСА Ла-Кросс-Оналаска           | 055  | Каледония         | 1854            | в честь президента Техаса Сэмюэля Хьюстон                                                                                     | 18 738           | 1446                | 12,96                |                |
| Чиппева (Chippewa)                                | 023  | Монтевидео        | 1870            | по названию реки Чиппева, которая впадает в Миннесоту на территории округа                                                    | 12 110           | 1509                | 8,03                 |                |
| Шерберн (Sherburne) МСБ                           | 141  | Элк-Ривер         | 1856            | в честь члена Верховного суда территории Миннесоты Мосеса Шерберна                                                            | 91 126           | 1130                | 80,64                |                |
| Шисаго (Chisago) МСБ                              | 025  | Сентер-Сити       | 1851            | по названию озера Шисаго (от слова Ki-Chi-sago на оджибве, что означает «большое и красивое»)                                 | 54 025           | 1082                | 49,93                |                |
| Эйткин (Aitkin)                                   | 001  | Эйткин            | 1857            | в честь Уильяма Александра Эйткина, торговца мехом с оджибве                                                                  | 15 771           | 4712                | 3,35                 |                |

Легенда:
- μСА Алегзандрия — микрополитенский статистический ареал Алегзандрия
- μСА Альберт-Ли — микрополитенский статистический ареал Альберт-Ли
- μСА Бемиджи — микрополитенский статистический ареал Бемиджи
- μСА Брейнерд — микрополитенский статистический ареал Брейнерд
- МСА Гранд-Форкс — микрополитенский статистический ареал Гранд-Форкс
- μСА Маршалл — микрополитенский статистический ареал Маршалл
- μСА Оватонна — микрополитенский статистический ареал Оватонна
- μСА Остин — микрополитенский статистический ареал Остин, часть консолидированного статистического ареала Рочестер-Остин
- μСА Нью-Алм — микрополитенский статистический ареал Нью-Алм, часть консолидированного статистического ареала Манкейто — Нью-Алм — Норт-Манкейто
- μСА Ред-Уинг — микрополитенский статистический ареал Ред-Уинг, часть консолидированного статистического ареала Миннеаполис — Сент-Пол
- μСА Уилмар — микрополитенский статистический ареал Уилмар
- μСА Уинона — микрополитенский статистический ареал Уинона
- μСА Уопетон — микрополитенский статистический ареал Уопетон, часть консолидированного статистического ареала Фарго-Уопетон
- μСА Уэртингтон — микрополитенский статистический ареал Уэртингтон
- μСА Фергус-Фолс — микрополитенский статистический ареал Фергус-Фолс
- μСА Фэрибо-Нортфилд — микрополитенский статистический ареал Фэрибо-Нортфилд, часть консолидированного статистического ареала Миннеаполис — Сент-Пол
- μСА Хатчинсон — микрополитенский статистический ареал Хатчинсон, часть консолидированного статистического ареала Миннеаполис — Сент-Пол
- МСА Дулут — метрополитенский статистический ареал Дулут, часть консолидированного статистического ареала Миннеаполис — Сент-Пол
- МСА Ла-Кросс-Оналаска — метрополитенский статистический ареал Ла-Кросс-Оналаска
- МСА Манкейто — Норт-Манкейто[англ.] — метрополитенский статистический ареал Манкейто — Норт-Манкейто, часть консолидированного статистического ареала Манкейто — Нью-Алм — Норт-Манкейто
- МСБ[англ.] — метрополитенский статистический ареал Миннеаполис — Сент-Пол — Блумингтон, часть консолидированного статистического ареала Миннеаполис — Сент-Пол
- МСА Рочестер[англ.] — метрополитенский статистический ареал Рочестер, часть консолидированного статистического ареала Рочестер-Остин
- МСА Сент-Клауд[англ.] — метрополитенский статистический ареал Сент-Клауд, часть консолидированного статистического ареала Миннеаполис — Сент-Пол
- МСА Фарго — метрополитенский статистический ареал Фарго, часть консолидированного статистического ареала Фарго-Уопетон